# Zone d'Éthiopie

Régions et zones en Éthiopie

En Éthiopie, les régions sont subdivisées en environ 70 zones administratives. Ces  zones d'Éthiopie sont listées ci-dessous par région.
La liste est complétée par les worédas spéciaux car ceux-ci, comme les zones, se rattachent directement aux régions.

## Addis-Abeba
- Addis Ababa

## Région Afar
- Zone administrative 1
- Zone administrative 2
- Zone administrative 3
- Zone administrative 4
- Zone administrative 5
- Argobba (woreda spécial)

## Région Amhara
- Agew Awi
- Est Godjam
- Nord Gondar
- Nord Shewa
- Nord Wollo
- Oromia
- Sud Gondar
- Sud Wollo
- Wag Hemra
- Ouest Godjam
- Bahir Dar (zone spéciale)

## Région Benishangul-Gumuz
- Asosa
- Kamashi
- Metekel

## Dire Dawa
- Dire Dawa

## Région Éthiopie du Centre
- Gurage
- Hadiya
- Halaba
- Kembata Tembaro
- Silt'e
- Yem (woreda spécial)

## Région Éthiopie du Sud
- Alle
- Amaro (woreda spécial)
- Ari
- Basketo (woreda spécial)
- Burji (woreda spécial)
- Dirashe (woreda spécial)
- Gamo Gofa
- Gedeo
- Konso (woreda spécial)
- Sud Omo
- Wolaytta

## Région Éthiopie du Sud-Ouest
- Bench Sheko (partie de l'ancienne zone Bench Maji)
- Dawro
- Keficho ou Keffa
- Konta (woreda spécial)
- Mirab Omo (autre partie de Bench Maji)
- Sheka

## Région Gambela
- Anuak
- Mezhenger
- Nuer
- Itang (woreda spécial)

## Région Harar
- Harar

## Région Oromia
- Adama (zone spéciale)
- Arsi
- Bale
- Borena
- Est Bale
- Est Hararghe
- Est Shewa
- Est Welega
- Guji
- Horo Guduru Welega
- Illubabor
- Jimma
- Jimma (zone spéciale)
- Kelam Welega
- Nord Shewa
- Oromia-Finfinnee (zone spéciale)
- Ouest Arsi
- Ouest Guji
- Ouest Hararghe
- Ouest Shewa
- Ouest Welega
- Sud-Ouest Shewa

## Région des nations, nationalités et peuples du Sud
Jusqu'à sa transformation en une région séparée le 18 juin 2020, les zones de la région Sidama faisaient partie de la Région des nations, nationalités et peuples du Sud.
Les zones de la région Éthiopie du Sud-Ouest faisaient aussi partie de la Région des nations, nationalités et peuples du Sud jusqu'à la création de la nouvelle région le 23 novembre 2021.
Le 6 juillet 2023, La chambre haute du parlement éthiopien, la Chambre de la Fédération, a formellement approuvé la formation du 12ème État régional de l’Éthiopie.
La création de l'Éthiopie du Sud et de l'Éthiopie du Centre le 19 août 2023entraîne la dissolution de la région des nations, nationalités et peuples du Sud.

## Région Sidama
- Hawassa (zone spéciale)
- Sidama

## Région Somali
- Afder
- Dhawa
- Dollo
- Erer
- Fafan
- Jarar
- Korahe
- Liben
- Nogob
- Shabelle
- Sitti

## Région Tigré
- Centre Tigré
- Est Tigré
- Mekele (zone spéciale)
- Nord-ouest Tigré (it)
- Sud Tigré
- Sud-est Tigré (it)
- Ouest Tigré